# Ajax (zespół muzyczny)
Ajax - beat-poetycki projekt Jaco van der Merwe'a od lat związanego z alternatywną sceną johannesburską. 
Van der Merwe (Południowa Afryka) czerpie inspiracje z hip-hopu oraz afrykańskiej tradycji oratorskiej. Do beat poezji popchnęła go fascynacja twórczością Lesego Rampolokenga. Projekt Ajax to wynik współpracy ze znanym breakbeatowcem i producentem, Jacobem Israelem, oraz parą muzyków z townshipów – rapperem z Zimbabwe Danielem Sibalo i wokalistką Shangaan Nomcebo „Neverlicious” Ndlovu.
Formacja zadebiutuje w Polsce w kwietniu w ramach festiwalu filmowego Afrykamera.

## Trasa koncertowa w Polsce (2008)
- 17 kwietnia godz. 21.15 – Otwarcie Festiwalu Afrykamera, Kino LUNA, Warszawa
- 20 kwietnia godz. 20.00 – Gumowa Róża, Wrocław
- 24 kwietnia godz. 20.00 – Piwnica pod Aniołem, Toruń
- 25 kwietnia godz. 20.00 – Time Cafe, Warszawa
- 27 kwietnia godz. 19.30 – Pauza, Kraków

## Dyskografia
- 2005 Varying Degrees of Flipping Hell (Chrisus Records)